# Castellum (album de Darkenhöld)
Pour l’article homonyme, voir Castellum.
 (juin 2017).
Si vous disposez d'ouvrages ou d'articles de référence ou si vous connaissez des sites web de qualité traitant du thème abordé ici, merci de compléter l'article en donnant les références utiles à sa vérifiabilité et en les liant à la section « Notes et références ».
Albums de Darkenhöld
Echoes of the Stone Keeper
(2012) Memoria Sylvarum
(2017)
Castellum est le troisième album du groupe de black metal français Darkenhöld, publié le 15 septembre 2014 sur le label Those Opposed Records.

## Liste des titres
Toutes les paroles sont écrites par Cervantès, toute la musique est composée par Aldébaran.
| 1.    | Strongholds Eternal Rivalry      | 7:48 |
| 2.    | Le Castellas du Moine Brigand    | 3:40 |
| 3.    | Majestic Dusk Over the Sentinels | 4:26 |
| 4.    | Glorious Horns                   | 4:24 |
| 5.    | Feodus Obitus                    | 1:31 |
| 6.    | Le Souffle des Vieilles Pierres  | 4:51 |
| 7.    | L'Incandescence Souterraine      | 4:30 |
| 8.    | Mountains Wayfaring Call         | 4:48 |
| 9.    | The Bulwarks Warlords            | 3:56 |
| 10.   | Medium Aevum                     | 2:37 |
| 42:31 |                                  |      |

## Crédits
| - Cervantès : chant - Aldébaran : basse, guitares, claviers, chœurs - Aleevok : basse - Aboth : batterie - Anthony : guitare (live) | - Production : Darkenhöld - Mixage : Aleevok - Photographie, Artwork : Retrographix - Pochette : Claudine Vrac |